# ГЕС Срепок 4А
ГЕС Срепок 4А — гідроелектростанція у південній частині В'єтнаму. Розміщена після ГЕС Срепок 4 і становить нижній ступінь у каскаді на річці Срепок, яка дренує західний схил Аннамських гір та вже на території Камбоджі в районі водосховища ГЕС Lower Sesan II впадає ліворуч у Сесан, котра в свою чергу невдовзі зливається з річкою Секонг та впадає ліворуч до Меконгу.
Відпрацьована на станції Срепок 4 вода потрапляє в прокладений по правобережжю річки дериваційний канал, на якому через 10,5 км розташований машинний зал ГЕС Срепок 4А. Основне обладнання останньої становлять дві бульбові турбіни потужністю по 32 МВт, які при напорі у 14,8 метра забезпечують виробництво 308 млн кВт-год електроенергії на рік.
Відпрацьована вода далі прямує каналом, який через 3,5 км зливається з річкою Срепок.